# Eraserhead
Eraserhead er en amerikansk film fra 1977, som er skrevet og instrueret af David Lynch og var hans debutfilm.

## Plot
Er det et mareridt eller en egentlig betragtning af en post-apokalyptisk verden? Sat i en industriel by, hvor store maskiner arbejder konstant, spyr røg og laver støj. Her bor Henry Spencer i en bygning, der ligesom alle de andre, synes at være efterladt. Lysene flimrer og slukker, og han har skåle med vand i sine kommodeskuffer, og det eneste omdrejningspunkt han ser er at lytte til Lady i radioen, som synger om at finde lykken i himlen. Henry har en kæreste, Mary X, der har hyppige spastiske udfald. Mary føder Henrys barn, en skræmmende mutant.

## Om filmen
Det er en mørk film, der beskriver angst over en potentiel faderskab i mareridtsagtige ubehagelige og surrealistiske scener. David Lynch lavede film, da hans første barn blev født, men han har hele tiden nægtet at foretage egne distinkte fortolkninger af dens absurde handling eller antydet noget budskab med historien. Barnet i filmen er alvorligt deformeret og Lynch har lige så konsekvent nægtet at sige, hvordan han skabte det.
Eraserhead var hadet af mange kritikere i første omgang, men hurtigt blev en kultfilm, da den begyndte at dukke op sent i amerikanske biografer i storbyerne, og den beundret af to så forskellige instruktører som Stanley Kubrick og Mel Brooks. Brooks blev Lynchs mæcenat i Hollywood og sørgede for han fik at lave sin næste film i langt mere normale og professionelle forhold i England. Resultatet var den mere konventionelle, men meget berømte Elefantmanden.

## Rollebesætning
| Skuespiller             | Rolle                                           |
| ----------------------- | ----------------------------------------------- |
| Jack Nance              | Henry Spencer                                   |
| Charlotte Stewart       | Mary X                                          |
| Allen Joseph            | Mr. X                                           |
| Jeanne Bates            | Mrs. X                                          |
| Judith Roberts          | Smuk dame, som bor på den anden side af gangen. |
| Jack Fisk               | Manden i planeten                               |
| Laurel Near             | Damen i skuffen                                 |
| Darwin Joston           | Paul                                            |
| T. Max Graham           | Bossen                                          |
| Hal Landon Jr.          | Pengemaskineoperatør                            |
| Thomas Coulson          | Drengen                                         |
| Jennifer Chambers Lynch | Lille                                           |
| John Monez              | Vagabond                                        |
| Gill Dennis             | Mand med cigar                                  |

## Eksterne Henvisninger
- Wikimedia Commons har flere filer relateret til Eraserhead
- Eraserhead på Internet Movie Database (engelsk)
- Eraserhead på Filmdatabasen
- Eraserhead på Scope
- Eraserhead i Svensk Filmdatabas (svensk)
- Eraserhead på AlloCiné (fransk)
- Eraserhead på MovieMeter (nederlandsk)
- Eraserhead på AllMovie (engelsk)
- Eraserhead hos American Film Institute (engelsk)
- Eraserheads profil hos Encyclopædia Britannica Online (engelsk)
- Eraserhead på Turner Classic Movies (engelsk)